# Prothinodes arvicola
Prothinodes arvicola är en fjärilsart som beskrevs av Edward Meyrick 1924. Prothinodes arvicola ingår i släktet Prothinodes och familjen äkta malar. Inga underarter finns listade i Catalogue of Life.